# Pantomimserie
En pantomimserie (även kallad stumserie), är en tecknad serie som berättar en historia utan att använda sig av varken pratbubblor eller berättande text under serierutorna. Däremot kan det förekomma texter på exempelvis skyltar eller i tidningsrubriker. Denna typ av serie är vanligast som humorserie i strippformat i dagstidningar. Numera är denna genre inte så vanligt förekommande.
Pantomimseriens huvudsakliga uttrycksmedel är karaktärernas mimik, gester och kroppshållning. Handlingen förs ofta framåt genom att rekvisita införs som avviker från miljöschablonen. Förutom den rena föreställande bilden används, ofta rikligare än i pratbubbleserier:
- frågetecken och utropstecken för att beteckna seriefigurernas reaktioner,
- rökpuffar, fartlinjer och dubbelkonturer för att beteckna rörelse,
- strålar för att framhäva något,
- hjärtan och kryss för att beteckna kärlek respektive kyssar,
- ZZZZ för att beteckna sömn.

Bildsymboler används, såsom såg och stock för snarkning, får som hoppar för att beteckna sömnlöshet, djävlar för att beteckna svärande, ljus eller lampa för att beteckna en idé. 
Text kan förekomma på skyltar, men ofta bara som enstaka ord av internationell karaktär. Siffror är vanliga.  
Efter det att pratbubblor har slagit igenom för att presentera seriefigurernas repliker har pantomimserierna blivit allt färre. En av de få kvarvarande pantomimserierna är Ferd’nand. Den serien är ett exempel på att även rätt komplicerade historier kan berättas utan texthjälpmedel inom ramen för tre bildrutor. Ofta sker det dock på bekostnad av djup i personteckningen. Miljöer och situationer är ofta schablonmässigt framställda – badstrand, fin restaurant, konsert, bar, varuhus, kontorsarbetsplats, barnkammare. Vanliga pantomimserieteman, som också varierats flitigt i enskilda skämtteckningar, är ”svärmor på besök”, ”missionär i gryta”, ”på en öde ö”, ”måla in sig i ett hörn”, ”såga av den gren man sitter på”, ”bananskal på trottoaren”, ”hunsad av chefen”, ”ertappad med otrohet”. 
Fastän det är få serietecknare som idag renlärigt håller fast vid att undvika pratbubblor, har pantomimserierna inte spelat ut sin roll. Serietecknare läser pantomimserier för att hämta idéer och tecknar pantomim för att utveckla sina uttycksmedel.  

## Kända pantomimserier
- Adamson av Oscar Jacobsson
- Alfredo av Jørgen Mogensen och Siegfried Cornelius
- Dickie (Boerke) av Pieter De Poortere
- Djurgården (Boes) av Wil Raymakers
- Ferd'nand av Henning Dahl Mikkelsen
- Gods' Man av Lynd Ward
- Gon av Masashi Tanaka
- Hasse (Henry) av Carl Anderson
- Lille kungen (The Little King) - av Otto Soglow
- Ludvig (Louie) av Harry Hanan
- Mad Man's Drum av Lynd Ward
- Mannen som gör vad som faller honom in - av Oskar Andersson (OA)
- The System av Peter Kuper
- X & Y (Spy vs. Spy) av Antonio Prohias
- Den Älskvärde Herr Mops av  Hergé